# Томпсон, Трумен
Тру́мен С. То́мпсон (англ. Trueman C. Thompson; 21 сентября 1936, Графтон, Северная Дакота — 26 февраля 2009, Графтон, Северная Дакота) — американский кёрлингист.
В составе мужской сборной США участник чемпионата мира 1970 (заняли четвёртое место). Чемпион США среди мужчин.
Играл на позиции первого.

## Достижения
- Чемпионат США по кёрлингу среди мужчин: золото (1970).

## Команды
| Сезон   | Четвёртый     | Третий             | Второй   | Первый         | Турниры                       |
| ------- | ------------- | ------------------ | -------- | -------------- | ----------------------------- |
| 1969—70 | Арт Таллаксон | Гленн Гиллесхаммер | Рэй Холт | Трумен Томпсон | ЧСША 1970 · ЧМ 1970 (4 место) |

(скипы выделены полужирным шрифтом)